# Абдуллино (Кармаскалинський район)
Абду́ллино (рос. Абдуллино, башк. Абдулла) — присілок у складі Кармаскалинського району Башкортостану, Росія. Входить до складу Старобабичевської сільської ради.
Населення — 110 осіб (2010; 154 в 2002).
Національний склад:
- башкири — 99 %